# Terezie Palková
Terezie Palková (* 1976) je česká herečka a písničkářka. Vystudovala hru na klavír na Pražské konzervatoři a v roce 2004 činoherní herectví na Divadelní fakultě Janáčkovy akademie múzických umění v Brně. Jako herečka vystupovala v brněnských divadlech Polárka, 7 a půl, Husa na provázku nebo v Západočeském divadle v Chebu. Od roku 2007 vystupuje se svými autorskými písněmi, doprovází se na klavír a akordeon. Vlastním nákladem vydala dvě alba.

## Diskografie
- Pif haf mňau, 2009
- Moje první tango, 2011